# Polyrhachis caulomma
Polyrhachis caulomma är en myrart som beskrevs av Hugo Viehmeyer 1914. Polyrhachis caulomma ingår i släktet Polyrhachis och familjen myror.

## Underarter
Arten delas in i följande underarter:
- P. c. caulomma
- P. c. parallela